# H. V. Sheshadri
H. V. Sheshadri (Kannada: ಹೊ ವೆ ಶೇಷಾದ್ರಿ, Hindi: हो वे शेषाद्री, né en 1926 et mort en 2005) est un écrivain et activiste social indien.

## Biographie
Il a été l'un des plus importants dirigeants du parti nationaliste Hindou Rashtriya Swayamsevak Sangh.
Il est né en 1926 à Bangalore. Il a complété sa maîtrise en chimie de l' Université de Bangalore.
Il a occupé diverses responsabilités dans la RSS comme Pranth pracharak, Kshetra pracharak et est finalement devenu Sarkaryavaha de la RSS en 1987.
Ecrivain, il a reçu le Sahitya Akademi Prix en 1982, pour son livre Torberalu. Sita Ram Goel a loué Sheshadri pour le livre Histoire tragique de la partition,.

## Publications
- Yugavatara
- Amma Bagilu Tege (Essai)
- Chintanaganga
- The Tragic Story of Partition
- Bhugilu
- Torberalu
- A Bunch of thoughts
- Samaja Yoga